# Optogenetica
L'optogenetica è una scienza emergente che combina tecniche ottiche e genetiche di rilevazione, allo scopo di sondare circuiti neuronali all'interno di cervelli intatti di mammiferi e di altri animali, in tempi dell'ordine dei millisecondi, tempi necessari per comprendere le modalità di elaborazione e trasformazione delle informazioni tra neuroni.

## Storia
Il principio fondamentale su cui si basa tale tecnica innovativa, è l'innesco di un potenziale d'azione all'interno di neuroni. Venne scoperto nel 2002 da Miesenböck, che fu anche il primo ad utilizzare l'optogenetica per verificare il comportamento animale.
Il termine optogenetica fu coniato nel 2006 per riferirsi a metodologie ottiche ad alta velocità utili a sondare e controllare geneticamente ed in modo mirato i neuroni all'interno di circuiti neuronali intatti. L'anno dopo venne utilizzato per descrivere questa nuova tecnica nelle pagine di Science e Nature, in articoli di interesse generale e tecnico-scientifici. L'optogenetica è stata selezionata come metodo dell'Anno 2010 da Nature Methods.

## Descrizione
Il cervello è un sistema le cui funzioni avvengono a velocità elevatissime, per cui la precisione al millisecondo è determinante per comprendere i meccanismi neuronali che stanno alla base del concetto di optogenetica. La genetica tradizionale invece, viene utilizzata per sondare il ruolo causale di specifici geni all'interno delle cellule, attraverso le proteine codificate, spesso mediante lo studio di cambiamenti in  "perdita o in guadagno di funzione", per comprendere come il patrimonio genetico degli organismi controlla lo sviluppo e il comportamento.

### Differenza con le tecniche tradizionali
La precisione temporale delle tradizionali manipolazioni genetiche è piuttosto lenta, dell'ordine di ore, giorni o addirittura mesi. Ma per verificare con precisione schemi neuronali sono necessari tempi dell'ordine del millisecondo, che solo con l'optogenetica è stato possibile realizzare. Questa tecnica consente l'aggiunta o la sottrazione di precisi schemi di attività all'interno di cellule bersaglio situate nel cervello intatto di animali, compresi i mammiferi. In questo modo l'introduzione di enzimi in canali cationici attivati dalla luce, ha consentito la manipolazione dell'attività neuronale con una precisione al millisecondo, pur mantenendo una risoluzione cellulare attraverso l'uso di specifici meccanismi bersaglio.
Come risultato si è potuto indurre, in specifiche cellule animali, dei treni di potenziali d'azione a frequenze specifiche. La potenziale importanza di controllare selettivamente precisi modelli di potenziali d'azione nell'ambito di sottotipi di cellule cerebrali (per esempio, utilizzare la luce per controllare i neuroni sensibili otticamente), venne illustrata da Francis Crick nelle sue lezioni presso l'Università della California a San Diego.

### Storia
Tra il 2002 ed il 2005 sono stati collaudati diversi metodi di fotostimolazione geneticamente mirata: dall'originale utilizzo delle opsine da parte del gruppo Miesenböck, al successivo gruppo di Kramer e Isacoff. Per una serie di ragioni tecniche, mentre si realizza il controllo fotonico della rete neurale, non è possibile il controllo dei modelli d'azione dei potenziali nei mammiferi.

### Dettagli della tecnica
Nel 2005, il gruppo di Karl Deisseroth della School of Medicine della Stanford University ha proposto l'utilizzo di una opsina microbica in neurobiologia, la canalrodopsina-2, un singolo componente estratto dalle alghe, che ha consentito controlli funzionali su scale temporali dell'ordine di millisecondi, che richiede solo un'espressione genica per funzionare, e che si attiva con la luce dello spettro visibile mediante un cromoforo (retinico) già presente e che forniva la canalrodopsina-2 dal tessuto cerebrale dei mammiferi. L'utilità sperimentale della ChR2, per analizzare i circuiti neuronali, fu rapidamente verificata su diversi animali, dai mammiferi, ai vermi, al pesce zebra, e dal 2005 centinaia di gruppi di lavoro hanno utilizzato la ChR2 e le relative proteine microbiche. Per eccitare i neuroni, oltre alla canalrodopsina-2 è stata individuata un'altra opsina, la Volvox Canalrodopsina-1 (VChR1).

### Eccitazione, inibizione, manipolazione
Per studiare le funzioni di una rete neurale biologica sono necessarie sia opsine di eccitazione che opsine di inibizione: le opsine microbiche ChR2 e VChR1, assieme alla Halorodopsina ed alla Archaerodopsina sono opsine di eccitazione, mentre le opsine fungine come quella da Leptosphaeria maculans, vengono utilizzate quale meccanismo di inibizione dei neuroni. In mezzo, per variare la concentrazione dei messaggeri intracellulari in singole cellule, come il Guanosin-monofosfato ciclico (cGMP), l'Inositolo trifosfato (IP3), e l'Adenosina monofosfato ciclico (cAMP), sono stati creati degli appositi fotosensori chimerici, attraverso una fusione di opsine con specifici recettori accoppiati a proteine-G. Questa serie di sonde optogenetiche, consente ora, sia il controllo temporalmente più preciso delle cellule-tipo specifiche, che il controllo funzionale multiplo degli assoni neuronali, all'interno animali intatti.

### Gli sviluppi
L'Optogenetica comprende necessariamente due aspetti fondamentali :
1. Lo sviluppo di strategie di bersaglio genetico, quali i promotori di cellule specifiche o altri virus su misura attivo-condizionale, per fornire le sonde sensibili alla luce di specifiche popolazioni di neuroni nel cervello di animali vivi (per esempio vermi, moscerini della frutta, topi, ratti e scimmie).
2. Lo sviluppo di strategie hardware (ad esempio integrato a sorgenti di luce a fibre ottiche e allo stato solido) per consentire all'interno del cervello specifiche analisi cellulari, anche in profondità. Quest'ultima tecnica viene realizzata nel 2007, utilizzando una tecnologia a diodi accoppiati a fibre ottiche[4]

### L'uso di fibre ottiche
Per stimolare aree come la corteccia cerebrale, sono state utilizzate fibre ottiche o LED direttamente montate al cranio dell'animale. Più profondamente le fibre ottiche vengono impiantate, più la luce arriva in aree più profonde del cervello. Le opsine microbiche (comprese la ChR2, la VChR1, e la Arch), realizzano un vantaggio fondamentale: sono pienamente funzionali all'interno del cervello dei mammiferi senza l'aggiunta di co-fattori esogeni.

### Gli scienziati al lavoro
L'optogenetica ha favorito la comprensione di come specifici tipi di cellule neuronali contribuiscono alla funzione dei circuiti neurali in vivo
. Sul versante clinico, i pazienti affetti dalla malattia di Parkinson e da altri disturbi neurologici e psichiatrici possono trarre beneficio da intuizioni che sorgono nel corso della ricerca optogenetica. In effetti, nel 2009 le ricerche sull'optogenetica hanno fornito preziose informazioni per la comprensione dei meccanismi di sviluppo di malattie quali la malattia di Parkinson, l'autismo, la schizofrenia, la depressione e dipendenze quali la tossicodipendenza.